# Selbstporträt mit Flusspferd
Selbstporträt mit Flusspferd ist ein Roman von Arno Geiger. Er erschien im Jahr 2015 im Carl Hanser Verlag. Die Coming-of-Age-Geschichte, die in diesem Buch erzählt wird, stieß bei Kritikern auf unterschiedliche Resonanz.

## Inhalt
Der Holden Caulfield des 21. Jahrhunderts heißt bei Arno Geiger Julian, stammt aus einer kinderreichen Familie vom Land, studiert in Wien Veterinärmedizin und ist im Sommer 2004, in dem die Erzählung spielt, 22 Jahre alt. Zu diesem Zeitpunkt hat er sich gerade von seiner Freundin Judith getrennt, mit der er über ein Jahr lang zusammengelebt hat. Warum genau es zu dieser Trennung gekommen ist, erfährt man nicht. Möglicherweise war Judith von vornherein geradliniger und zielstrebiger als der spätpubertäre Julian, der immer noch darauf wartet, dass die Großstadt ihn entfaltet und verwandelt, möglicherweise ist ihre Entwicklung auch einfach schneller vorangegangen. Ihr Lieblingswort scheint „sonnenklar“ zu sein, was schlecht mit der Weltsicht Julians übereinstimmt, der nur die unklare Vorstellung hat, dass er ja notfalls auch in einem Entwicklungsland Kartoffeln pflanzen kann.
Die große Freiheit, die Julian sich von der Trennung erwartet hat, ist jedenfalls eher enttäuschend: Entwurzelt und orientierungslos haust der junge Mann nun in einer Wohngemeinschaft mit der chaotischen Psychologiestudentin Nicki. Der Kontakt mit seinem Freund Tibor ist nur lose und führt immer wieder zu Reibereien, Treffen mit ehemaligen Schulkameraden sind desillusionierend. Am wohlsten scheint sich Julian in Gesellschaft seiner Schwester Elli zu fühlen, die offenbar ebenfalls in Wien studiert, die er aber nur selten sieht. Auch ein Aufenthalt bei seiner Familie auf dem Land – es gibt noch zwei weitere Geschwister –, der ihn offenbar kurzfristig von seiner Suche nach der richtigen Rolle im Leben entlastet, wirkt entspannend. Doch im Wiener Alltag fühlt sich Julian unglücklich und unaufgehoben. Dazu kommen Geldsorgen, denn nachdem Judiths Vater erfahren hat, dass Julian längere Zeit mit in Judiths Wohnung gewohnt hat, verlangt er einen Anteil an den Mietkosten.

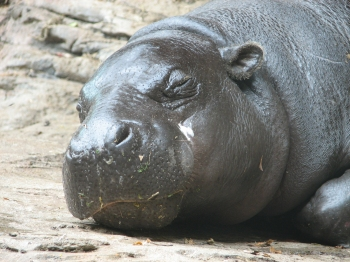
Ruhendes Zwergflusspferd

So kommt Tibors Angebot, seinen Ferienjob zu übernehmen, Julian gerade recht: Tibors Aufgabe war es bislang, ein auf einem illegalen Transport beschlagnahmtes Zwergflusspferd zu betreuen, das Professor Beham auf seinem Grundstück am Stadtrand Wiens aufgenommen hat, bis es in einen Zoo vermittelt werden kann. Beham selbst kann das Tier nicht versorgen, da er an einem Rückenmarkstumor leidet, der ihn in absehbarer Zeit das Leben kosten wird. Tibor hat den Professor bislang auch mit Cannabis versorgt, was Julian nicht fortsetzt; er holt Beham nur regelmäßig Weinflaschen aus dem Keller. Dennoch scheint die Quelle für Behams Joints nicht versiegt zu sein.
Schon bei seinem ersten Besuch im Haus Behams trifft Julian auf dessen Tochter Aiko. Diese lebt normalerweise nicht mehr in Wien; sie ist fünf Jahre älter als Julian und arbeitet meist im Ausland als Journalistin. Mit ihrem Vater spricht sie grundsätzlich nur französisch, was dieser angeblich aber nicht versteht, obwohl Aikos vor kurzem verstorbene Mutter Französin gewesen sein soll. Kapriziös und herrschsüchtig fängt Aiko zwar ein kurzfristiges Verhältnis mit Julian an, gibt ihm aber immer wieder zu verstehen, dass auf eine gemeinsame Zukunft nicht zu hoffen ist. Schließlich offenbart sie ihm, dass sie schwanger ist, und verlässt kurz darauf das Haus. Julian weiß weder, ob er der Vater des Kindes ist, noch, ob sie es austragen wird. Das Zwergflusspferd, in seinem scheinbaren Gleichmut ein gewisser Trost für den jungen Mann, der sich vom Leben gebeutelt fühlt, wird im Herbst abgeholt und nach Basel transportiert, wo es eine Unterkunft im dortigen Zoo gefunden hat, und der Professor entlässt Julian wieder in sein ungewisses Schicksal.
Zehn Jahre später, dies erfährt man bereits in einem Vorspiel zur eigentlichen Romanhandlung, treffen Judith und Julian noch einmal aufeinander. Julian, der Aiko offenbar damals nach Paris gefolgt ist und zwei Jahre dort verbracht hat, arbeitet mittlerweile als Tierarzt in Wien und Judith bringt einen sterbenden Uhu, den sie vor dem Haus gefunden hat, in die Praxis und bleibt dabei, während das Tier eingeschläfert wird. Ein Dialog, der sich anspinnen will, wird durch einen weiteren Notfall unterbrochen, und Julian kann nur wehmütig konstatieren, dass er wohl nie erfahren wird, wie Judiths Leben weiter verlaufen ist und verlaufen wird.

## Hintergrund
In einem Interview mit Lothar Schröder erläuterte Geiger, wie er zu dem Thema gekommen war: Ein Jugendfreund, der vor kurzem an einem Gehirntumor gestorben sei, habe ihm vor seinem Tod noch viel erzählt: „Er war als Kind dick, ein bedächtiger und auf den ersten Blick unscheinbarer Mensch. Das löste in mir einen narrativen Zug aus, der dann zu dem Zwergflusspferd in meinen Roman führte. Julian, der Held meines Romans, fühlt sich beim Zwergflusspferd an das dicke Kind in sich wiedererinnert und dass die Langsamkeit mit ihm einen entschiedenen Verfechter hat. Das zielt auf unsere Gesellschaft, in der die Dynamik ein Wert an sich und in der Langsamkeit ein Zeichen von Schwäche ist. Im Bedächtigen und Zögerlichen sehe ich eine Charakterstärke. Was Julian auszeichnet, ist seine permanente Neugier.“ Was ihn außerdem interessiert und bewegt habe, sei die Unsicherheit in der Gesellschaft, der Jugendliche ausgeliefert seien: „Alles Unvollkommene gerät heute unter Druck. Und so wird auch bei den jungen Erwachsenen eher das Unvollkommene gesehen als das Besondere. Das aber wurde zum Beispiel in der Goethezeit positiv in den Fokus der Jugend gerückt. In unserer Gesellschaft heute ist alles möglich, und nichts ist sicher“. In der heutigen Gesellschaft fühlten sich viele überfordert. Die positive Gegenfigur zu diesen Überforderten sei das Zwergflusspferd. Dieses sei allerdings nicht als Metapher zu sehen: „Es ist ein Zwergflusspferd und weiter nichts; es ist praktisch ein Zwergflusspferd eigenen Rechts. Aber die Hauptfigur spiegelt sich darin und beneidet es.“

## Rezeption
Mehrere Rezensenten versuchten dennoch, aus dem Flusspferd mehr herauszulesen als von Geiger angeblich beabsichtigt, und störten sich daran. Während Oliver Schmidt meinte, Geiger hätte als tierischen Protagonisten genauso gut einen Tiger oder eine Krickente wählen können, stellte Sigrid Löffler im Deutschlandradio Kultur fest: „Das Vieh taugt nicht als Symbol“. Julian sei eine banale und mittelmäßige Existenz, was den Leser eher quäle, und der Versuch, dem Zwergflusspferd eine symbolische Bedeutsamkeit anzudichten, sei gescheitert: „Es bleibt, was es ist – ein fader Dickhäuter.“
Löfflers Fazit zum Buch lautet: „Es geht Arno Geiger wieder einmal um die Banalität des zeitgenössischen Lebens in unserer Gesellschaft. Das Elend dieser Banalität auf nicht-banale Art zur Sprache zu bringen, ist Geigers literarisches Problem, an diesem Trivialitäts-Dilemma arbeitet er sich ab. Wie schreibt man auf nicht-langweilige Art über langweilige Existenzen? Man kann nicht sagen, dass ihm das in diesem Buch auf überzeugende Art gelungen wäre.“
Eine Kritik auf shz.de, für die die dpa verantwortlich zeichnet, zieht eine ähnliche Bilanz, ohne das Flusspferd ganz so negativ zu zeichnen wie Löffler: „Das Auf und Ab der Gefühle, Julians Selbstgespräche und seine wahnsinnige Unsicherheit stellen die Geduld des Lesers auf die Probe und schnell geht einem der anfangs sympathische junge unerfahrene Erwachsene auf die Nerven. Entspannung bringt da die heimliche Hauptfigur des Romans, die Zwergin, das weibliche Zwergflusspferd, um das sich Julian den ganzen Tag lang kümmert. Sie will nicht gefallen, trottet ruhig und gelassen dahin und ist leicht zu pflegen.“ Dennoch: „Für erwachsene Leser [...] ist es amüsant, oft jedoch ermüdend, Julian über 280 Seiten beim Erwachsenwerden zuzuschauen“, lautet der Schlusssatz dieser Kritik. Oliver Schmidt bezeichnete den Roman in der Neuen Osnabrücker Zeitung kurz und bündig als gescheitert.
Freundlichere Worte fand Rainer Metzger im artmagazine: Er fand zwar die Erzählung „ein wenig aufdringlich garniert von den Ereignissen um das Schulmassaker in Beslan und der unausweichlichen Betroffenheit darüber“ – über die Olympischen Spiele in Athen 2004, auf die mindestens ebenso häufig Bezug genommen wird wie auf die Ereignisse in Beslan, verliert er kein Wort –, fuhr dann aber fort: „Das ist aber schon das schwächste an diesem ansonsten in aller Meisterschaft formulierten Stück Literatur der Beiläufigkeit. „Phänomenologie“ hat Herder vor 250 Jahren eine solche Ästhetik der Selbstverständlichkeit, der Evidenz und der Profanität genannt. Was wäre geeigneter als Guide durch diese Welt des Kreisens um die eigene Genügsamkeit als ein Nilpferd: Hippopotamus, phänomenal, namenlos, sich und seiner Verdauung hingegeben, der Kompagnon fürs Jahr, der einem Professor für Tiermedizin den Swimming Pool bevölkert. Weil der aber im Rollstuhl sitzt, braucht man einen Pfleger, einen Studenten, der das Ganze dann auch Revue passieren lässt. Das ureigene Spiegelstadium eines 22jährigen bekommt einen animalischen Begleiter.“
Rainer Metzger vermutete einen Anteil an Autobiografik an dieser Erzählung, die es auch dem erwachsenen männlichen Leser erlaube, sich mitgemeint zu fühlen – vielleicht im Gegensatz zu den meist weiblichen Jugendlichen, die die Hauptleserschaft der Coming-of-Age-Erzählungen von Autoren wie Wolfgang Herrndorf oder John Green bildeten.
Auch Daniela Strigl, die in Professor Beham den Anfortas und in Julian den Parzival sah, betonte im Standard positive Seiten des Romans, ohne ihn deshalb in seiner Gesamtheit uneingeschränkt zu loben: „Etwas einnehmend Lässiges, bewusst Kunstloses und Unfertiges prägt Geigers Sprache und Handlungsführung. Lässt man das einmal gelten, gibt der Text seine diskreten Schönheiten preis. Wie sich zum Beispiel die Beziehung zwischen Julian und dem Hagestolz ganz en passant entwickelt. Weil der Grat zwischen Lässigkeit und Fahrlässigkeit jedoch ein schmaler ist, verunglückt der eine oder andere Satz“.
Der NDR nahm eine Lesung des gesamten Romans durch Adam Nümm in sein Programm auf.

## Ausgaben
- Arno Geiger, Selbstporträt mit Flusspferd, München 2015, ISBN 978-3-446-24761-1